# Guillaume Paradin
Guillaume Paradin, né à Cuiseaux vers 1510 et mort à Beaujeu en 1590, est un religieux français, écrivain, historien du Beaujolais.

## Biographie
Né d'une famille bourguignonne, il embrasse la carrière ecclésiastique. Il devient chanoine à Beaujeu en 1545 et doyen du chapitre en 1554, après avoir été curé de la paroisse Saint-Laurent à Condal. 
Humaniste, il s'intéresse à l'histoire et publie de nombreux ouvrages. 
- En 1552, il publie à Lyon une Chronique de Savoye, qui va jusqu'en 1544, avec de larges copies de passages de Commynes et de Ferron[2].
- En 1573, il publie Mémoires de l'Histoire de Lyon chez Antoine Gryphe. Pour le réaliser, il puise amplement dans le manuscrit de Claude Bellièvre Lugdunum Priscum[1].

Il publie sur l'histoire de la Bourgogne, des Pays-Bas ; il est l'auteur d'ouvrages moralisateurs, d'épigrammes latines et d'un journal non publié de son vivant. Ce journal manuscrit est redécouvert chez un chiffonnier en 1824, publié en partie en 1824 et en totalité en 1903. Il est donné en 1986 aux Archives départementales du Rhône, et republié sous la direction de Mathieu Méras. Paradin y raconte les péripéties de son voyage à Saintes en compagnie de ses frères, du 16 mai 1572 au 30 octobre 1573.
Il est lié à Claude Roillet.